# 湯姆·麥克·阿波斯托
湯姆·麥克·阿波斯托（英語：Tom Mike Apostol，1923年8月20日—2016年5月8日）是一位美國解析數論學家，加州理工學院教授。

## 簡介
阿波斯托1923年8月20日出生於猶他州。父母都是希臘人，父親埃马努伊·阿波斯托（Εμμανουήλ Αποστολόπουλος，Emmanouil Apostolopoulos）1916年自希臘与其妻艾芙罗西妮·帕帕莎娜斯（Ευφροσύνη παπαθανασόπουλος，Efrosini Papathanasopoulos）移民至美國。其父親在成為美國公民時將原名縮短為麦克·阿波斯托（Mike Apostol）。湯姆·麥克·阿波斯托則繼承了父親的名字。
他在華盛頓大學獲得化學工程學士與數學碩士。1948年則在加州大學柏克萊分校取得數學博士學位。之後，分別任教於加州大學柏克萊分校、麻省理工學院及加州理工學院。
阿波斯托於2016年5月8日逝世，享壽92歲。

## 成就
阿波斯托著有多本數學教科書，相當有影響力。除了是有名的老師之外，也是「Project MATHEMATICS！」的開創者與計畫指導者，這項計畫是關於製作並探討高中數學基本主題的影音作品。
他曾協助改進馬米孔·姆納察卡尼揚發現的可视微积分（Visual Calculus），也曾和他合寫過多篇文章。同時也為受歡迎的物理導論系列講座—機械宇宙觀提供學術內容。
2001年2月21日，他被選舉為雅典學院院士。

## 著作
- Apostol, Tom.  [數學分析]. Boston: Addison–Wesley. 1974. ISBN 0-201-00288-4 （英语）. 此書被多所大學數學系採用，有高等微積分聖經級教科書封號[來源請求]，台灣譯為高等微積分，中國大陸譯為數學分析。中譯本有：
  - Tom M. Apostol（著）; 邢富冲; 邢辰; 李松洁; 贾婉丽（译）. . 华章数学译丛. 机械工业出版社. 2006. ISBN 7-111-18014-3.
- Introduction to Analytic Number Theory, (1976) Springer-Verlag, New York. ISBN 0-387-90163-9
- Modular Functions and Dirichlet Series in Number Theory, (1990) Springer-Verlag, New York. ISBN 0-387-90185-X
- Calculus, Volume 1, One-Variable Calculus with an Introduction to Linear Algebra ISBN 0-471-00005-1
- Calculus, Volume 2, Multi-Variable Calculus and Linear Algebra with Applications ISBN 0-471-00007-8